# شماره‌های تلفن در آندورا
شماره‌های تلفن در آندورا شش رقمی هستند، شماره‌های تلفن ثابت با ارقام ۷ و ۸ و شماره تلفن‌های همراه با ارقام ۳ و ۶ شروع می‌شوند. شماره‌های تلفن رایگان هشت رقمی هستند که با ۱۸۰۰ شروع می‌شوند (اگر فقط در آندورا قابل دسترسی باشند) یا ۱۸۰۲ (اگر در سطح بین‌المللی نیز قابل دسترسی باشد). اعداد سه رقمی که با ۱ شروع می‌شوند رزرو می‌شوند و اعداد شش رقمی که با ۹ شروع می‌شوند برای خدمات ویژه و اعداد نه رقمی که با ۶۹۰ شروع می‌شوند به خدمات ویژه موبایل مانند ارتباطات ماشین به ماشین اختصاص داده می‌شوند.